# Zatruwanie studni
Zatruwanie studni –  błąd logiczno-językowy, w którym wybrane informacje są przedstawione w celu osiągnięcia tendencyjnych wyników. Jest to szczególny przypadek argumentum ad hominem.
Termin został po raz pierwszy użyty w tym znaczeniu przez Johna Henry'ego Newmana w pracy Apologia Pro Vita Sua z 1864 roku.

## Przykłady
Przykład 1
 a) Zanim wysłuchacie mojego przeciwnika, musicie wiedzieć, że był w więzieniu.
 b) Nie słuchaj tego, co on mówi, on jest prawnikiem.
W powyższych przykładach niekorzystne informacje na temat rozmówcy (które mogą być prawdziwe lub fałszywe, istotne lub nieistotne) są przedstawiane w celu zdyskredytowania jego zamiarów i argumentów.
Przykład 2
Kobieta mówi do swojego przyjaciela: Chyba kupię tę śliczną sukienkę. A następnie pyta go, co on sądzi o sukience.
Wypowiedź kobiety w powyższym przykładzie może mieć wpływ na odpowiedź jej znajomego.